# Huis clos (film, 1954)
Pour les articles homonymes, voir Huis clos.
Pour plus de détails, voir Fiche technique et Distribution.
Huis clos est un film français réalisé par Jacqueline Audry et sorti en 1954. Il s'agit d'une libre adaptation de la pièce de théâtre homonyme de Jean-Paul Sartre, l'unité de lieu (« huis clos ») n'étant plus respectée et le nombre de personnages se trouvant nettement augmenté.

## Synopsis
Deux femmes et un homme ayant commis des crimes de leur vivant se retrouvent enfermés après leur mort dans un salon anonyme où ils semblent condamnés à une éternelle confrontation.
« Le film Huis clos que vous allez voir, c'est l'enfer, tel que le conçoit Jean-Paul Sartre. Il n'y a pas de flamme ni d'instruments de tortures. Il n'y a pas de supplices physiques… et les bourreaux… ce sont ceux dont on nous inflige la présence. “L'enfer c'est les autres”. » (générique)

## Fiche technique
- Réalisation : Jacqueline Audry, assistée de Edmond Lévy, Serge Vallin, Roland Gritti
- Scénario : Jean-Paul Sartre d'après sa pièce
- Adaptation et dialogue : Jean-Paul Sartre, Pierre Laroche
- Musique : Joseph Kosma
  - Chanson : Rue des Blancs-Manteaux, paroles de Jean-Paul Sartre et musique de Joseph Kosma, est interprétée par Arletty[1]. Éditions Enoch et Cie
- Décors : Maurice Colasson
- Costumes et fourrures : Christian Dior, A. Opelka, Weil
- Photographie : Robert Juillard, assisté de Daniel Diot
- Montage : Marguerite Beaugé, assistée de Suzanne Cabon
- Son : Antoine Archimbaud
- Production : Edmond Ténoudji
- Société de production : Les Films Marceau
- Pays d'origine :  France
- Langue : français
- Format : Noir et blanc - 1,37:1 - 35 mm - son mono
- Genre : drame fantastique
- Durée : 95 minutes
- Dates de sortie :
  - France : 22 décembre 1954
- Visa d'exploitation : 15766
- Affiche : Duccio Marvasi (France)

## Distribution
- Arletty : Inès Serrano, la lesbienne
- Gaby Sylvia : Estelle Rigaud, l'infanticide
- Franck Villard : Joseph Garcin, le révolutionnaire lâche
- Yves Deniaud : le garçon d'étage.
- Nicole Courcel : Olga, une amie d'Estelle
- Danièle Delorme : Florence, l'amie d'Inès
- Jean Debucourt : le général
- Jacques Chabassol : Pierre, le jeune amoureux d'Estelle
- Arlette Thomas : Mme Garcin, la femme de Joseph
- Renaud Mary : le réceptionniste de l'hôtel
- Isabelle Pia : la jeune fille
- Jean Murat : le mari d'Estelle
- Jacques Duby : le mari de Florence
- René Hiéronimus : le principal du collège
- Julien Verdier : le clochard
- Morena Casamance : Rosita, la maîtresse de Joseph
- Jacques Josselin : le souteneur marseillais
- Suzanne Dehelly : la vieille dame
- Paul Frankeur : Gomez, le compagnon révolutionnaire de Joseph
- Michèle Cordoue : une voisine de Mme Garcin
- Giani Esposito : Diego, un disciple de Joseph
- Claude Nicot : le liftier de l'hôtel
- Mademoiselle Tsingo : la bonne de Mme Garcin
- Max Mégy : un damné
- Catherine Valnay : la voisine
- Maurice Sarfati : Juan
- René Havard : un soldat
- Pierre Vaneck : un soldat
- Gilles Gallion : un soldat
- Jean Daurand : un soldat
- Bob Ingarao : Suarez, un révolutionnaire
- Suzanne Nivette : une bonne d'Inès et Florence
- Bernard Musson : un homme aux condoléances extrêmement sincères
- Daniel Cauchy
- Mag-Avril
- Jean-Pierre Lituac

Note : de nombreux comédiens ont été crédités dans les corporatifs et annuaires biographiques contemporains du tournage, parmi lesquels Dora Doll, Gabrielle Fontan et Louis de Funès[réf. nécessaire]. Aucun de ces trois artistes n'apparaît dans les copies actuellement visibles, sans que l'on puisse dire si leurs rôles ont été coupés au montage. Leurs noms n'apparaissent pas non plus au générique.

## Production
Le tournage a eu lieu du 8 juin au 31 juillet 1954 dans les studios de Boulogne.
Gaby Silvia joue déjà le rôle d'Estelle lors de la création de la pièce de Jean-Paul Sartre en 1944. Elle jouera le rôle d'Inès à 57 ans (l'âge d'Arletty au moment du tournage du film de Jacqueline Audry), trois ans avant sa mort, en 1977.

## Réception critique
« Qu'est-ce alors qui existait dans la pièce et qui fait défaut au film ? J'ai peine à le déterminer, et le mot qui me vient à l'esprit me parait bien mal approprié. Je l'écris pourtant : c'est la crédibilité. Au théâtre nous participions à l'angoisse, à la fureur, au délire, à la panique, des trois damnés. Nous étouffions avec eux. Nous souffrions avec eux. […] Le film au contraire ne nous touche guère. C'est un brillant exercice, mais ce n'est qu'un exercice. Inès, Garcin, Estelle, restent pour nous des étrangers.
Ce sont des gens qui se chamaillent, comme nous en avons vu mille fois se chamailler. À deux ou trois reprises nous ne sommes pas loin de penser qu'ils pourraient faire d'excellents personnages de comédie. Jamais en tout cas nous ne nous associons à leurs tourments métaphysiques. Nous demeurons de glace dans cet enfer. »

— Jean de Baroncelli, Le Monde, 30 décembre 1954